# Campionat d'Europa de futbol 1972
L'Eurocopa de futbol de 1972 es va disputar a Bèlgica entre el 14 i el 18 de juny de 1976.
Només quatre seleccions van disputar la fase final del torneig. Aquestes seleccions van sortir d'una fase prèvia de classificació. Aquesta va consistir en una primera fase de 8 grups, el guanyador de cada grup es classificava per a una eliminatòria de quarts de final a doble partit i els guanyadors eren els qui disputaven la fase final.

## Fase de classificació

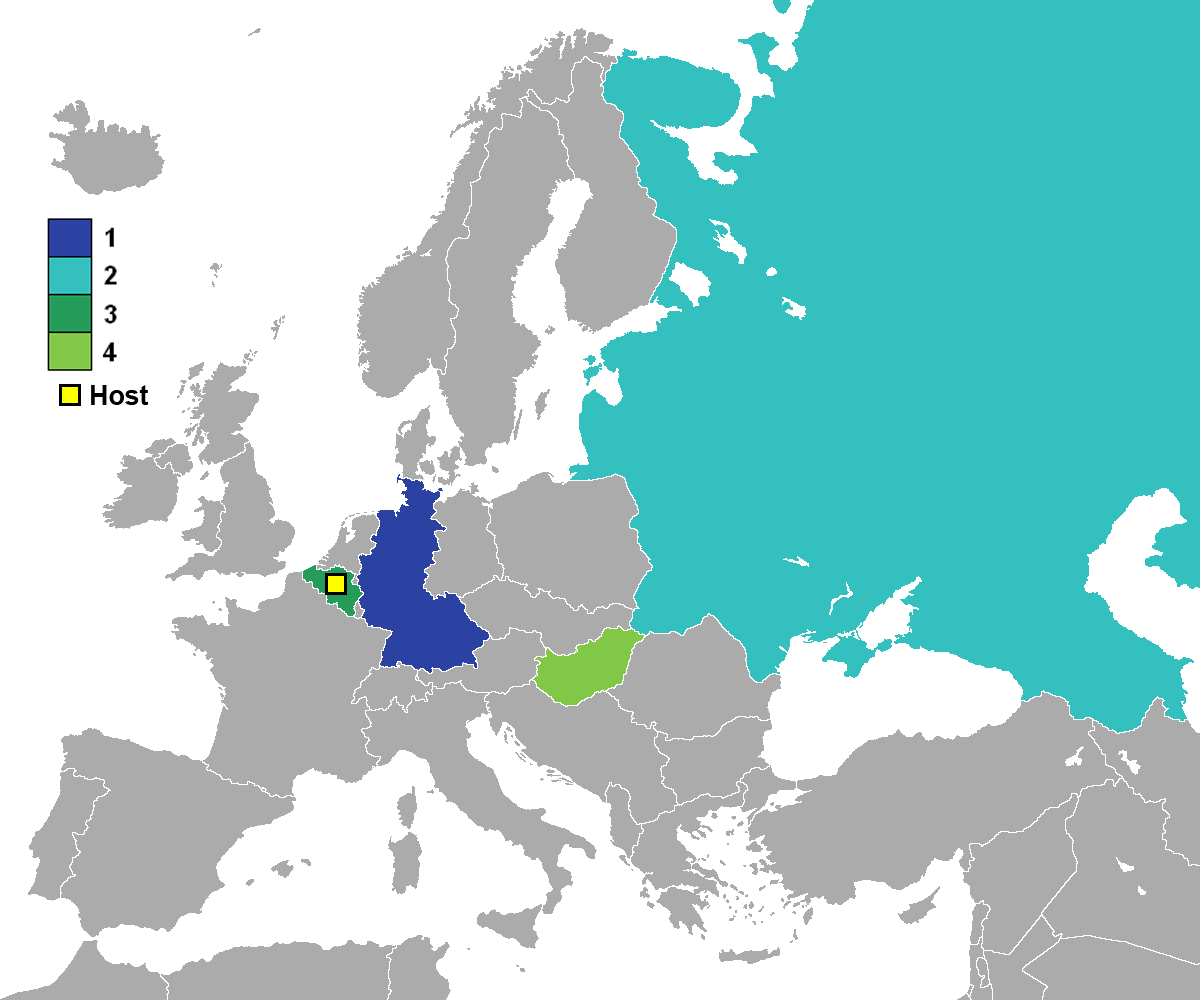
Finalistes del Campionat d'Europa de 1972.

La fase de classificació va ser disputada entre 1970 i 1971 (fase de grups), i 1972 (quarts de final). S'establiren vuit grups de classificació de quatre equips cadascun. Els partits es disputaren en ronda d'anada i tornada. Les victòries atorgaven dos punts, els empats un i les derrotes zero. Només els campions de grup es classificaven pels quarts de final. Aquests van ser disputats en dos partits, d'anada i tornada. Els vencedors es classificaren per la fase final del torneig.
Les seleccions classificades foren:
- Bèlgica (primera participació)
- Hongria
- URSS
- Alemanya Federal (primera participació)

## Plantilles
Per veure les plantilles de les seleccións que prengueren part a la competició vegeu Plantilles del Campionat d'Europa de futbol de 1972.

## Seus
| Brussel·les       | Lieja             | Brussel·les       | Anvers            |
| ----------------- | ----------------- | ----------------- | ----------------- |
| Heysel            | Stade de Sclessin | Stade Émile Versé | Bosuilstadion     |
| Capacitat: 50.000 | Capacitat: 31.000 | Capacitat: 28.000 | Capacitat: 20.000 |
|                   | Stade de Sclessin | Stade Émile Versé | Bosuilstadion     |

## Fase Final
|  | Semifinals                     | Semifinals                     |   |                         | Final                       | Final |
|  |                                |                                |   |                         |                             |       |
|  | Bosuil Stadium, Anvers         |                                |   |                         |                             |       |
|  | Alemanya Federal               | 2                              |   |                         |                             |       |
|  | Bèlgica                        | 1                              |   |                         |                             |       |
|  |                                |                                |   |                         |                             |       |
|  |                                |                                |   |                         | Heysel Stadium, Brussel·les |       |
|  |                                |                                |   |                         | URSS                        | 0     |
|  |                                | Alemanya Federal               | 2 |                         |                             |       |
|  |                                |                                |   |                         |                             |       |
|  |                                |                                |   |                         |                             |       |
|  |                                |                                |   |                         | Tercer lloc                 |       |
|  | Stade Émile Versé, Brussel·les | Stade Émile Versé, Brussel·les |   | Sclessin Stadium, Lieja | Sclessin Stadium, Lieja     |       |
|  | URSS                           | 1                              |   | Bèlgica                 | 2                           |       |
|  | Hongria                        | 0                              |   |                         | Hongria                     | 1     |

### Semifinals
| Alemanya Federal                | 2–1 | Bèlgica       |
| ------------------------------- | --- | ------------- |
| Gerd Müller 24' Gerd Müller 71' |     | Polleunis 83' |

 Bosuilstadion, Anvers
Àrbitre: William J. Mullan (Escòcia) 
Assistència: 55.600        
| URSS       | 1–0 | Hongria |
| ---------- | --- | ------- |
| Konkow 53' |     | '       |

 Stade Émile Versé, Brussel·les
Àrbitre: Rudi Glöckner (Alemanya Democràtica) 
Assistència: 1.700        

### Tercer Lloc
| Bèlgica                   | 2–1 | Hongria    |
| ------------------------- | --- | ---------- |
| Lambert 24' van Himst 29' |     | Kü (p) 52' |

 Stade de Sclessin, Lieja
Àrbitre: Johan Einar Boström (Suècia) 
Assistència: 6.200        

### Final
| URSS | 0–3 | Alemanya Federal                           |
| ---- | --- | ------------------------------------------ |
|      |     | Gerd Müller 28' Wimmer 52' Gerd Müller 57' |

 Heysel, Brussel·les
Àrbitre: Ferdinand Marschall (Àustria) 
Assistència: 43.100        
| ALEMANYA FEDERAL           | URSS                               |
| -------------------------- | ---------------------------------- |
| 1 Sepp Maier               | 1 Yevhen Rudakov                   |
| 2 Horst-Dieter Höttges     | 2 Revaz Dzodzuashvili              |
| 3 Paul Breitner            | 3 Murtaz Khurtsilava               |
| 4 Hans-Georg Schwarzenbeck | 4 Volodymyr Kaplychnyi             |
| 5 Franz Beckenbauer        | 5 Yuriy Istomin                    |
| 6 Herbert Wimmer           | 6 Anatoliy Konkov                  |
| 7 Jupp Heynckes            | 7 Volodymyr Troshkin               |
| 8 Uli Hoeneß               | 8 Viktor Kolotov                   |
| 9 Gerd Müller              | 9 Anatoly Baidachny                |
| 10 Günter Netzer           | 10 Anatoliy Banishevskiy           |
| 11 Erwin Kremers           | 11 Volodymyr Onyshchenko           |
| DT Helmut Schön            | DT Aleksandr Ponomarev             |
| Canvis                     | Canvis Oleg Dolmatov (Konkov, 46') |
| Amonestats                 | Amonestats Khurtsilava Kaplichny   |

|  | Campió: ALEMANYA FEDERAL Primer títol |

## Golejadors
| Jugador          | Selecció         | Gols |
| ---------------- | ---------------- | ---- |
| Gerd Müller      | Alemanya Federal | 4    |
| Herbert Wimmer   | Alemanya Federal | 1    |
| Anatoli Konkov   | URSS             | 1    |
| Raoul Lambert    | Bèlgica          | 1    |
| Odilon Polleunis | Bèlgica          | 1    |
| Paul Van Himst   | Bèlgica          | 1    |
| Lajos Kű         | Hongria          | 1    |